# Biraj Bahu
Biraj Bahu è un film indiano del 1954 diretto da Bimal Roy.

## Riconoscimenti
Filmfare Awards
- 1955: "Best Director" (Bimal Roy)
- 1955: "Best Actress" (Kamini Kaushal)

National Film Awards
- 1954: "All India Certificate of Merit for Best Feature Film"